# Toueur

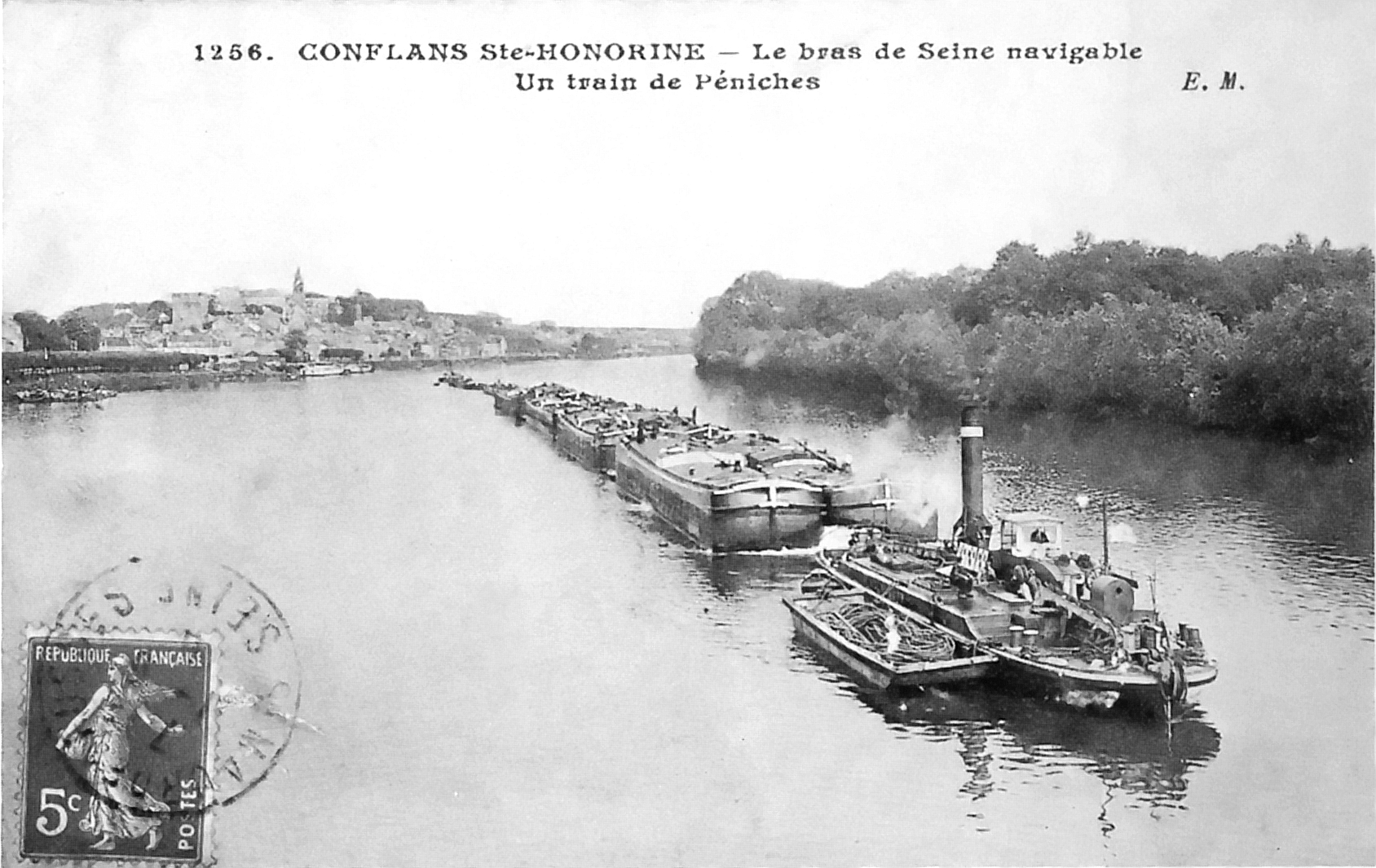
Le toueur Paris de la Société Générale de Touage et de Remorquage (SGTR) et son convoi sur la Seine au début du XX° siècle.

Le toueur est un type de bateau amphidrome (capable de naviguer dans les deux sens sans avoir besoin de se retourner) se propulsant par touage d’une chaîne ou d’un câble reposant sur le fond.

## Historique
Le toueur apparaît au XIXe siècle, avec l'introduction progressive du machinisme dans les procédés de propulsion. Il va jouer un rôle majeur dans la traction des bateaux en navigation intérieure sur les fleuves, les rivières et aussi les canaux. Rarement porteur, le toueur va surtout être utilisé comme remorqueur de bateaux porteurs non motorisés, tels que des chalands ou des péniches.

## Principe

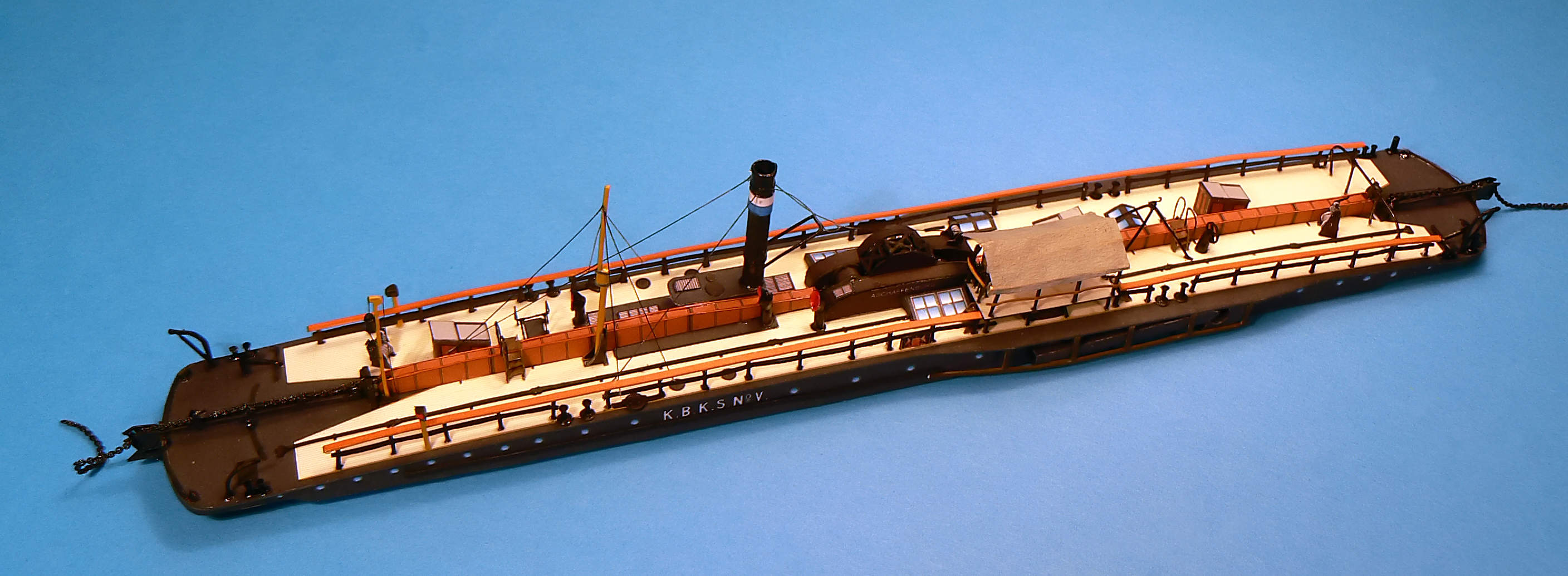
Maquette du toueur à vapeur allemand K.B.K.S. No. V.

La vapeur créée actionne un moteur à piston qui actionne lui-même un engrenage autour duquel s’enroule une chaîne immergée au fond du fleuve. Selon le principe du touage, l'engin se hale lui-même grâce à un treuil embarqué motorisé et à l'aide d'une chaîne (parfois un câble) immergée et fixée solidement au sol aux deux extrémités du parcours sur lequel il travaille. Un toueur peut emmener ainsi une trentaine de bateaux chargés à 250 tonnes chacun. Avant la canalisation des fleuves, des relais de toueurs permettent leur exploitation même par forts courants contraires.
L'utilisation de moteurs électriques sur les toueurs va les rendre aptes au tractage dans les tunnels-canaux de grande longueur non ventilés à l'intérieur desquels les péniches motorisées ne pouvaient pas utiliser leur moteur. Ils seront une alternative aux locotracteurs circulant sur une voie métrique du chemin de halage, comme à Liverdun.

## Patrimoine

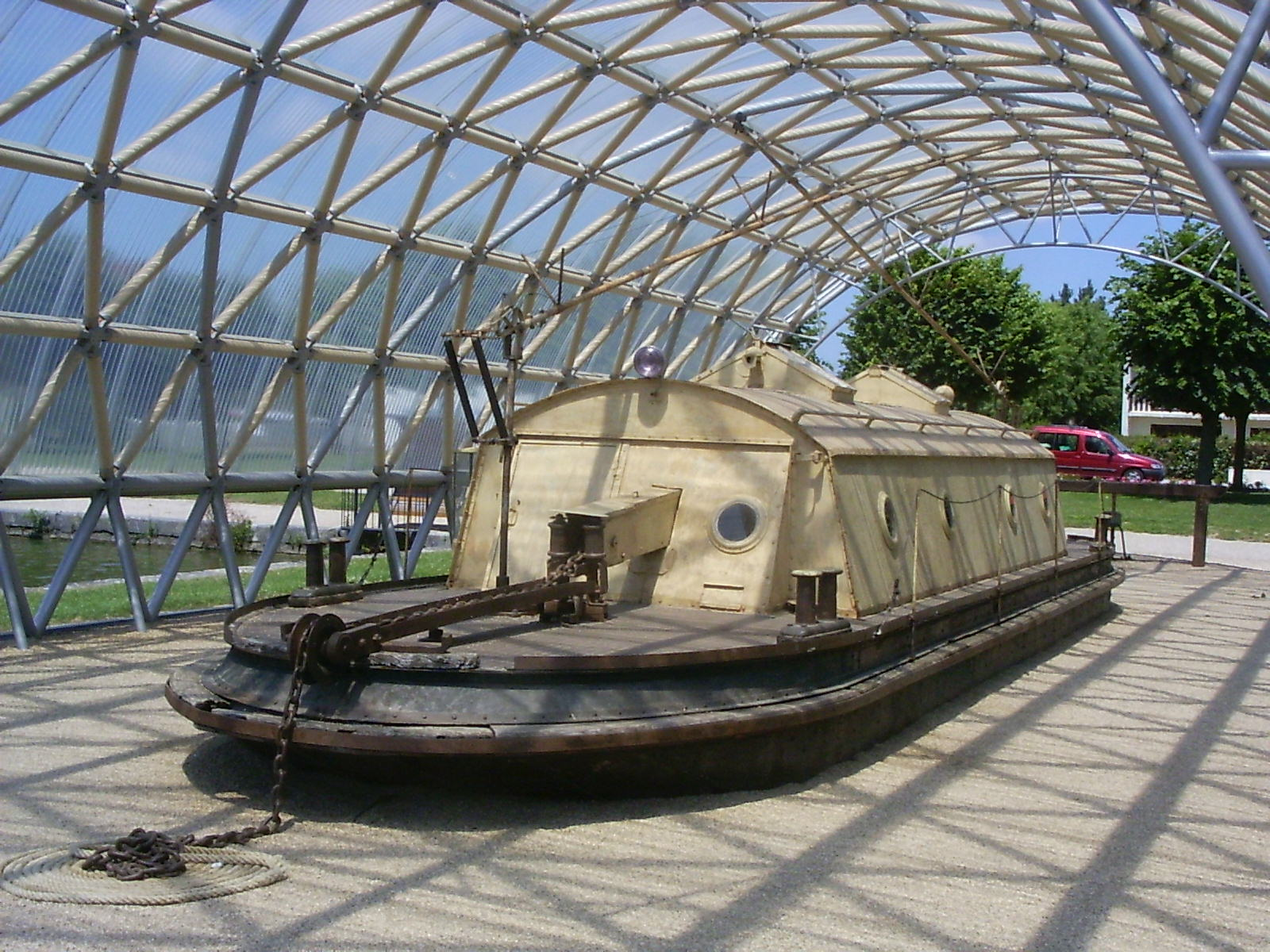
Ancien toueur électrique du canal de Bourgogne, exposé à Pouilly-en-Auxois, sous la halle conçue par les architectes associés Shigeru Ban et Jean de Gastines.

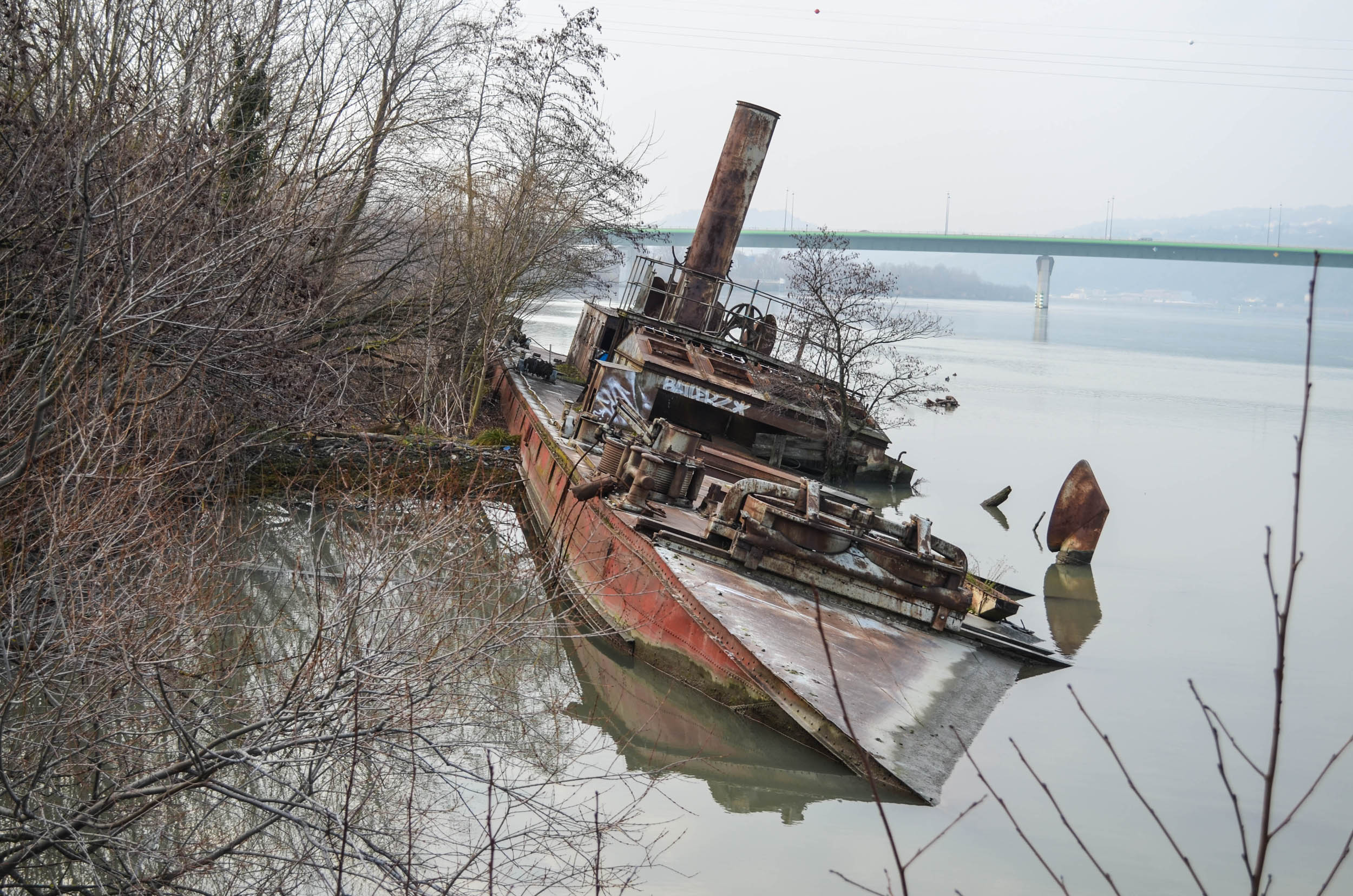
Épave du toueur Ardèche, port de l'Épervière à Valence, Drôme.

En France il existe encore quelques toueurs en fonction. Ils tirent les péniches sur le canal de Saint-Quentin et sur le canal de la Marne au Rhin. Celui qui faisait traverser les 4 877 mètres du tunnel de Mauvages, dans la Meuse (entre les communes de Mauvages et de Demange-aux-Eaux), a été désaffecté en 2013. Celui de Riqueval est toujours en fonctionnement.   
On peut voir des toueurs exposés à terre à Riqueval, à Saint-Léger-des-Vignes (Nièvre) ainsi qu'à Pouilly-en-Auxois (Côte-d'Or). À Riqueval, le toueur exposé se visite (Musée du Touage). Il s'agit du premier toueur électrique, "Ampère I", apparu à Riqueval en 1910. Il a fonctionné sur le canal de Saint-Quentin jusqu'en 1975. Il a ensuite été acheté par la Communauté de Communes du Pays du Vermandois, après avoir été laissé 9 ans à l'abandon sur le canal. Il a ouvert en tant que musée en 1996. 
Sur le Rhône, le toueur Ardèche, en rade à l'état d'épave dans le port de plaisance de l'Épervière à Valence, a été construit en 1896. À l'origine, il pesait 325 tonnes. Contrairement aux autres toueurs, tous partis à la casse, il a échappé aux ferrailleurs grâce à Pierre Bonnet, aujourd'hui décédé, alors maire de La Coucourde-Derbières, qui l'avait racheté dans les années 1970. Mais des menaces planent sur ce dernier représentant d'un patrimoine exceptionnel.